# Hymn Galicji

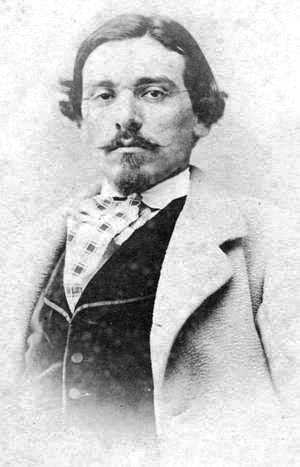
Eduardo Pondal, autor tekstu

Os Pinos (wym. [os ˈpinos]; Sosny) – hymn regionalny hiszpańskiej wspólnoty autonomicznej Galicja.
Autorem tekstu jest galicyjski poeta Eduardo Pondal. Muzykę skomponował w 1907 Pascual Veiga. W 1977 pieśń przyjęto jako oficjalny hymn regionu Galicja.

## Tekst
Que din os rumorosos

na costa verdecente,

ó raio transparente

do prácido luar?
 
Que din as altas copas
 
de escuro arume harpado

co seu ben compasado

monótono fungar?

Do teu verdor cinguido

e de benignos astros,

confín dos verdes castros
 
e valeroso chan,

non deas a esquecemento

da inxuria o rudo encono;
 
esperta do teu soño

fogar de Breogán.

Os bos e xenerosos

a nosa voz entenden,
 
e con arroubo atenden
 
o noso rouco son,
 
mais só os iñorantes,
 
e féridos e duros,
 
imbéciles e escuros

non os entenden, non.

Os tempos son chegados
 
dos bardos das idades
 
que as vosas vaguidades
 
cumprido fin terán;
 
mais onde quer, xigante
 
a nosa voz pregoa
 
a redenzón da boa
 
nazón de Breogán.